# Александр Гессен-Дармштадтский
Алекса́ндр Людвиг Георг Фридрих Эмиль Ге́ссенский и Прирейнский (нем. Alexander von Hessen und bei Rhein; 15 июля 1823, Дармштадт — 15 декабря 1888, Дармштадт) — принц Гессенского дома, брат российской императрицы Марии Александровны. На российской службе числился генералом от кавалерии, а на австрийской — фельдмаршалом-лейтенантом. Основатель аристократического рода Баттенбергов.

## Биография
Как считали, внебрачный сын Вильгельмины Баденской, великой герцогини Гессенской, и её камергера барона фон Сенарклена де Гранси. Муж Вильгельмины, великий герцог Людвиг II Гессенский во избежание скандала (по настоянию брата и сестёр Вильгельмины) признал Александра и его сестру Марию своими детьми. Несмотря на признание, они продолжали жить отдельно в Хайлигенберге, в то время как Людвиг II — в Дармштадте.
В Хайлигенберге Александр собрал значительную коллекцию монет, описанную им затем в трёхтомном сочинении «Das heiligenberger Münzkabinett» (1854—1864).

## Военная карьера при Николае I
Младший сын великого герцога, Александр был с детских лет наиболее близким лицом к будущей императрице Марии Александровне. Он последовал за ней в Петербург и скрашивал её пребывание на новой родине. Близко сошёлся с её супругом — будущим Александром II. Следуя военной традиции семьи, он поступил на службу в российскую императорскую армию.
24 мая (5 июня) 1840 года Его Высочество Принц Александр Гессен-Дармштадский определён в службу в Кавалергардский Её Величества полк, ротмистром.

5 июня 1840 года произведён в полковники. Прибыл в полк 10 июня 1840 года и назначен в лейб-эскадрон командиром 3-го взвода. Жил в Запасном дворце. 10 марта 1848 года граф П. А. Валуев занёс в свой дневник: 
Встретился… с пр. Гессенским. Сей последний quite a gentleman, что редко для германских принцев.
С 26 августа 1841 по 15 ноября 1841 года командирован в образцовый кавалерийский полк. В летних конных учениях 1842—1843 — командующий 1-м дивизионом Кавалергардского Её Величества полка, под надзором флигель-адъютанта полковника Ланского.
10 октября 1843 года произведён, за отличие, из полковников в генерал-майоры, с назначением состоять при 1-й лёгкой гвардейской кавалерийской дивизии, и исключён из списков Кавалергардского полка.
С 11 мая по 9 ноября 1844 года временно командовал лейб-гвардии Гусарским полком. 6 декабря 1844 года Его Высочество Принц Александр Гессен-Дармштадтский назначен шефом Борисоглебского уланского полка, которому повелено именоваться Уланским Принца Александра Гессен-Дармштадтского полком (с 20 марта 1845 — Уланский Его Высочества Принца Александра Гессенского полк).
В 1845 году назначен участвовать в экспедиции против горцев и 8 апреля выехал из Петербурга в Тифлис. Участвовал в Даргинской экспедиции.
6 мая 1845 года, вечером главнокомандующий… гр. Мих. Сем. Воронцов прибыл со свитою… в станицу Червленную. Здесь ожидали его для участвования в предстоявшем походе: принц Александр Гессенский… При принце состоял, в качествѣ ментора, ротмистр Самсонов. Имею основание думать, что первое известие о разрешении Императором Николаем пр. Гессенскому участвовать в экспедиции, предметом которой было взятие аула Дарго, не произвело на гр. Воронцова приятного впечатления: предвидя опасности, которым мог подвергаться любимый брат Цесаревны (тогда пылкии юноша), гр. Воронцов весьма естественно оценивал ответственность, которую возлагало на него присутствие принца в отряде. Но, к чести молодого принца, должно сказать, что он своим поведением вполне примирил главнокомандующего со своим присутствием; держал он себя скромно и почтительно к начальству; лично храбрый, он не раз порывался искать опасности в передовых рядах, но всегда безусловно подчинялся требованию оставаться в ближайшем к главному начальнику расстоянии. Опасностей он не миновал, ибо никто из участвовавших, в походе их не избегнул; но, оставив о себе память храброго юноши, он вышел невредим из похода, по справедливости награждённый орденом св. Георгия 4-го класса.

Орден Св. Георгия 4-й степени (№ 7372 по списку Григоровича — Степанова) был пожалован принцу Гессенскому 6 (18) июля 1845 года 
В воздаяние отличного мужества и храбрости, оказанных при взятии селения Анди и неприятельской позиции за оною 14 Июня, где под выстрелами неприятеля подавал собою похвальный пример.
Во время смотра Гвардейского корпуса в сентябре 1846 года, состоящий при 1-й лёгкой гвардейской кавалерийской дивизии, генерал-майор принц Александр Гессенский временно командовал лейб-гвардии Гусарским полком.
В 1847 году назначен командующим 1-й бригадой гвардейской кирасирской дивизии, 11 апреля 1848 года утверждён в должности командира той же бригады и командовал ею в походе 1849 года.

## Женитьба

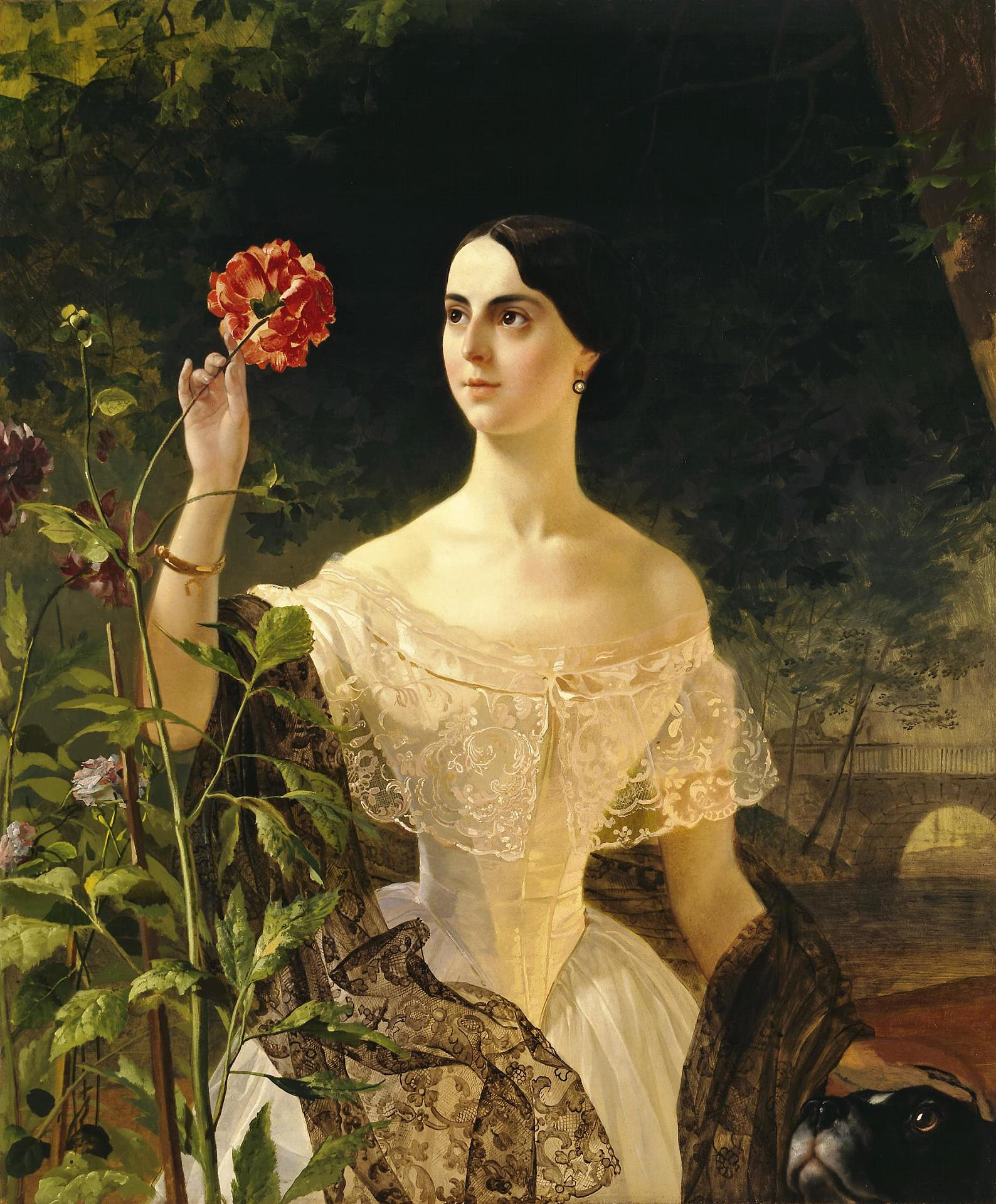
Графиня Софья Шувалова на портрете Брюллова

Сватовство принца к графине Софье Андреевне Шуваловой (дочери обер-гофмаршала А. П. Шувалова) вызвало резкое неудовольствие Николая I, который наложил «категорический запрет» на этот брак. По свидетельству Анны Тютчевой,
Принц был очень привлекателен; обладал прелестной наружностью и элегантной военной осанкой, уменьем носить мундир; умом живым, весёлым, склонным к шутке, — на устах у него всегда были остроумные анекдоты и выпады, одним словом, он представлял из себя личность тем более незаменимую при дворе, что резко выделялся на общем фоне господствующих там банальности и скуки.
Когда же через год принц Гессенский объявил о решении жениться на новой пассии, польке Гауке, император потребовал их удаления из России. Принц был по прошению уволен от русской службы (без мундира и без пенсии) 2 ноября 1851 года, и имени Его Высочества полку повелено снова называться по-прежнему Борисоглебским уланским полком. Поступил на службу в австрийскую армию.

## Военная карьера при Александре II
Сразу после смерти Николая I его преемник назначил своего шурина Александра Гессенского шефом Новомиргородского уланского полка, которому повелено именоваться впредь Уланским Его Высочества Принца Александра Гессенского полком. 3 июля 1856 был назначен шефом Вознесенского уланского полка, коему повелено именоваться впредь Уланским Его Высочества Принца Александра Гессенского полком, а предыдущий Уланский Его Высочества Принца Александра Гессенского, бывший Новомиргородский уланский полк расформирован вместе с другими полками резервной уланской дивизии.
В 1857 году вновь определён в службу в российскую императорскую армию, генерал-майором (старшинство в чине установлено с 21 августа 1849), с назначением состоять при Отдельном гвардейском корпусе. 28 июня 1859 произведён в генерал-лейтенанты российской императорской армии.
Участвовал в австро-итало-французской войне 1859 года. Командовал дивизией во время битвы при Сольферино. 20 июля (1 августа) 1859 года награждён орденом Святого Георгия 3-й степени (№ 504 по кавалерским спискам) «в воздаяние отличной храбрости и военных подвигов».
Во время австро-прусско-итальянской войны 1866 года командовал 8-м корпусом Германского союза. 24 и 25 июля потерпел поражение от прусских генералов Мантейфеля и Гёбена при Таубербишофсхайме и Герхсхайме. 7 октября 1866 года зачислен в списки Кавалергардского полка
В последующие годы числился по гвардейской кавалерии и в Кавалергардском полку без должности, оставаясь в звании шефа Вознесенского уланского Имени своего полка (содержания не получал). В 1869 году, будучи произведён австрийской службы в полные генералы, 20 февраля повелено было и в списках генералам русской службы показывать его генералом от кавалерии. 8 (20) декабря 1888 исключён из списков умершим.
Российская императорская армия
- В службу вступил 24 мая (5 июня) 1840 в Кавалергардский Её Величества полк
- Ротмистр (24.05.1840)
- Полковник (05.06.1840)
  - командир 3-го взвода лейб-эскадрона Кавалергардского Её Величества полка (10.06.1840—10.10.1843)
  - временно командующий 1-м дивизионом Кавалергардского Её Величества полка (на летних учениях 1842—1843)
- Генерал-майор (10.10.1843)
  - состоял при 1-й лёгкой гвардейской кавалерийской дивизии (10.10.1843—1847)
  - временно командующий лейб-гвардии Гусарским полком (11.05.1844—09.11.1844)
    - шеф Борисоглебского уланского Имени своего полка (06.12.1844—02.11.1851)

  - командующий 1-й бригадой гвардейской кирасирской дивизии (1847—11.04.1848)
  - командир 1-й бригады гвардейской кирасирской дивизии (11.04.1948—02.11.1851)
- уволен от службы, по прошению, 2 ноября 1851 года
  - шеф Новомиргородского уланского Имени своего полка (30.03.1855—03.07.1856)
  - шеф Вознесенского уланского Имени своего полка (03.07.1856—08.12.1888)
- вновь определён в службу, генерал майором (пр. 1858; старшинство установлено с 21.08.1849)
  - состоял при Отдельном гвардейском корпусе (1858—1860)
- Генерал-лейтенант (28.06.1859)
- числился по гвардейской кавалерии (с 1860)
  - без должности по роду оружия, оставаясь в звании шефа Вознесенского уланского Имени своего полка (содержания не получал)
- числился в списках Кавалергардского полка (с 07.10.1866)
- Генерал от кавалерии (20.02.1869)
- 8 (20) декабря 1880 исключён из списков умершим

Императорско-Австрийская служба
- В службу вступил в 1852
- Фельдмаршал-лейтенант 1859)

Гессенские:
- Орден «За военные заслуги» (20.03.1860)
- Орден Золотого льва  (1863)
- Орден Людвига 1-й ст. (1863)
- Орден Филиппа Великодушного 1-й ст. (1863)

Российские
- Орден Святой Анны 1-й ст. (15.04.1841)[12]
- Орден Белого орла (15.04.1841)[13]
- Орден Святого Александра Невского (15.04.1841)[14]
- Орден Святого апостола Андрея Первозванного (15.04.1841)[15]
- Орден Святого Георгия 4-й ст. (06.07.1845)
- Орден Святого Георгия 3-й ст. (20.07.1859)

Иностранные:
- Вюртембергский Орден Вюртембергской короны 1-й ст. (1857)
- Австрийский Военный орден Марии Терезии 3-й ст. (1859)
- Прусский Орден «Pour le Mérite» (1859)
- Прусский Орден Красного орла 1-й ст. (1863)
- Баденский Орден Верности 1-й ст. (1863)
- Баденский Орден Церингенского льва 1-й ст. (1863)
- Прусский Орден Чёрного орла (1865)
- Датский Орден Слона (1875)
- Австрийский Королевский венгерский орден Святого Стефана 1-й ст. (1874)[16]
- Британский Орден Бани 1-й ст.
- Мекленбургский Орден Вендской короны

## Семья

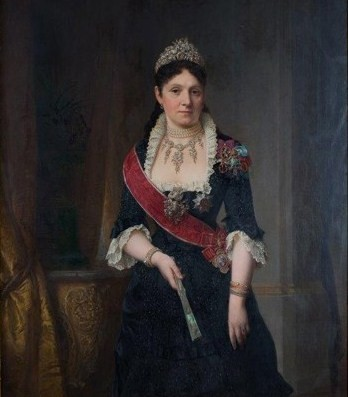
Графиня Юлия Баттенберг, 1870-е годы

Многообещающая карьера принца в России была прервана скандалом, когда Александр влюбился сначала в графиню Шувалову (см. выше), а потом в придворную даму своей сестры великой княгини Марии Александровны, фрейлину графиню Юлию Маврикиевну Гауке, дочь погибшего во время польского восстания графа Маврикия Гауке (военного министра Царства Польского, российского генерала от инфантерии).
Их союз рассматривался как мезальянс, так как девушка была гораздо ниже Александра по статусу. Влюблённым пришлось сбежать из Санкт-Петербурга, и 16 (28) октября 1851 года они тайно женились в Бреслау, в Силезии. Этому роману Барбара Картленд посвятила свою книгу «Там где правит Любовь» (Юлия изображена под именем Полины, Александр под именем Максимуса, Мария Александровна под именем принцессы Маргариты).
Когда пара вернулась в Гессен, старший брат Александра, великий герцог Людвиг III, был недоволен непритязательным династическим статусом жены его брата. Но в конце концов Юлии был дан титул графини фон Баттенберг (в честь маленького города на севере Гессена, где они сначала жили в уединении), с условием что их дети не будут включены в линию наследования. Графиня была позже, в 1858 году, приравнена к разряду принцессы, и пара возвратилась в Дармштадт.
Отказавшись от династических притязаний, Александр и его жена жили тихой жизнью. У них было 5 детей, получивших фамилию фон Баттенберг, по титулу матери:
- Мария (1852—1923)
- Людвиг (1854—1921), женат на Виктории Гессен-Дармштадтской
- Александр (1857—1893), князь Болгарии
- Генрих (1858—1896)
- Франц Иосиф (1861—1924).